# Klopapierhut

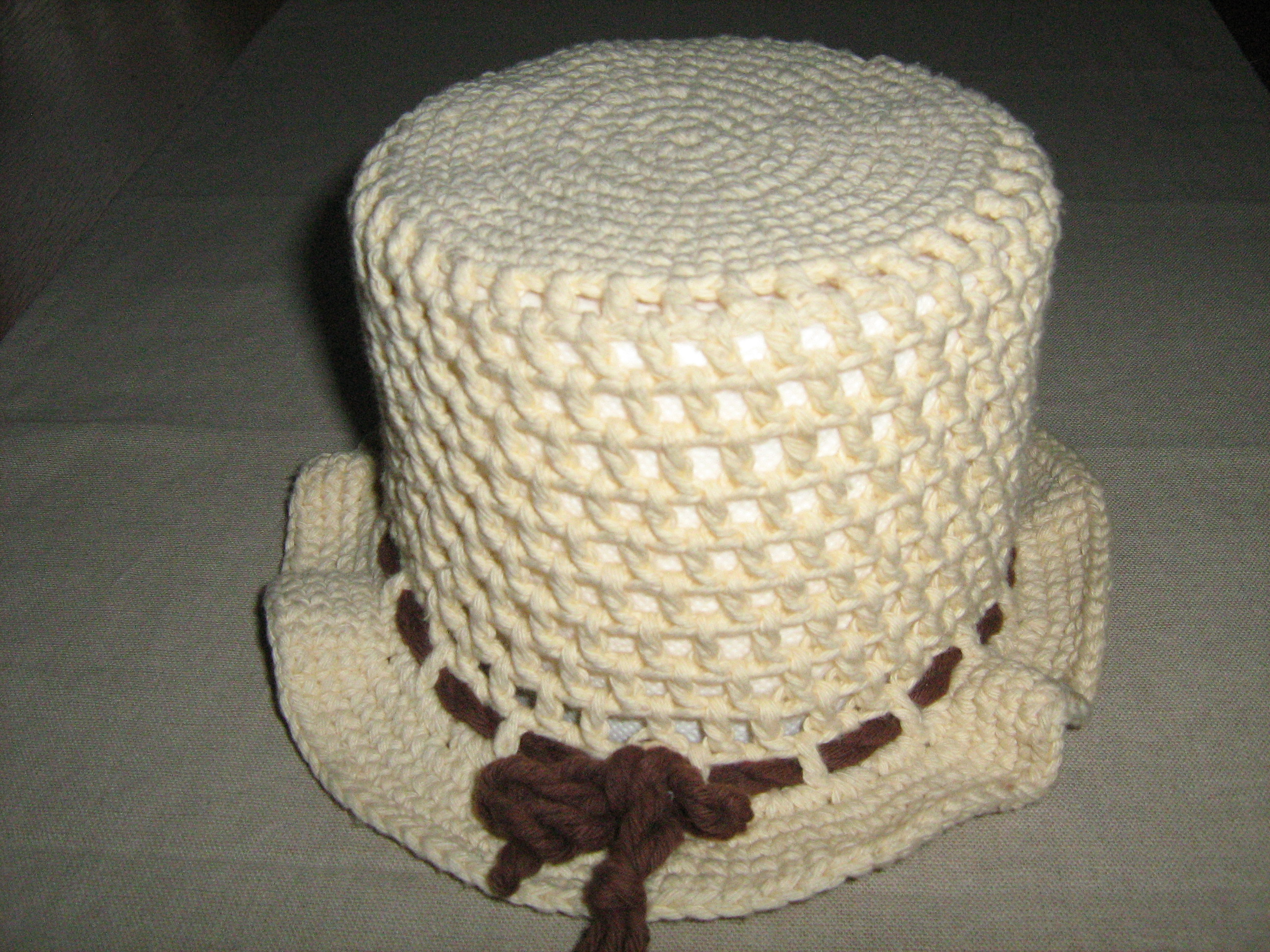
Gehäkelter Klopapierhut

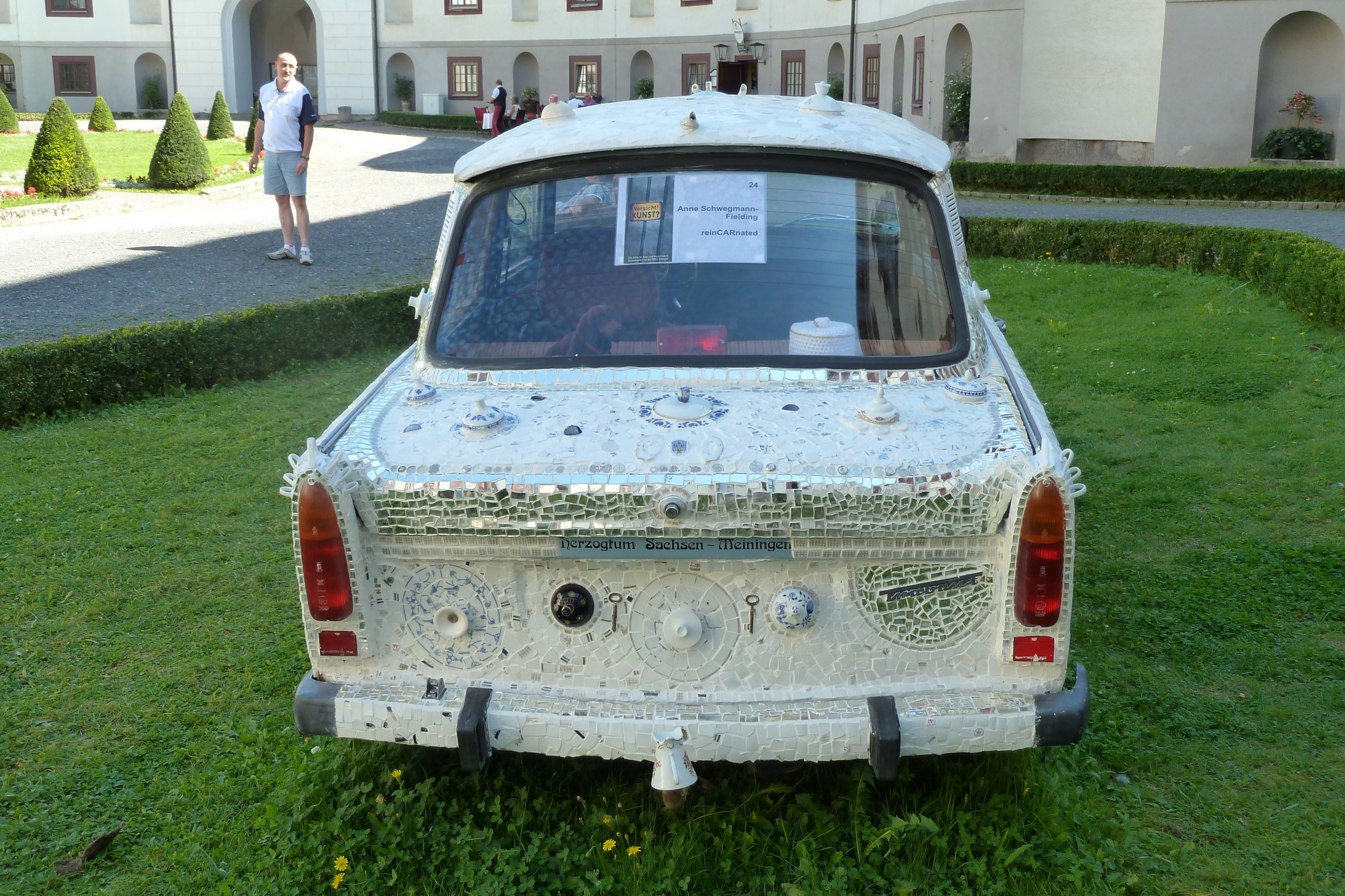
Klopapierbommelmütze und Wackeldackel auf der Hutablage

Als Klopapierhut wird die meist gehäkelte Abdeckung einer Klopapierrolle bezeichnet, die in Autos verwendet wurde, wo sie meist auf der Hutablage lag. In privaten Toiletten wird ein Klopapierhut für eine Ersatzrolle Klopapier eingesetzt. Eine spezielle Form ist die Klorollenpuppe, bei der die Rolle unter dem Kleid einer puppenähnlichen Figur versteckt wird.

## Geschichte
Die Abdeckung war in den 1960/70er Jahren vor allem in Deutschland weit verbreitet. Neben dem ästhetischen Aspekt diente eine Abdeckung des Klopapiers auch dessen Sauberkei sowie dem Verhindern eines unerwünschten Papierabrollens. Die häufig selbstgehäkelten Klopapierhüte gehörten zum „traditionellen Symbolkosmos des Trivialschemas in Deutschland“ – so wie „der röhrende Hirsch“ oder „das bestickte Sofakissen“; sie waren als „Inbegriff der Spießigkeit“ verpönt.
Nach einer nichtrepräsentativen Online-Umfrage im Jahr 2013 gefällt 58 Prozent der Befragten (66 % der Frauen, 49 % der Männer) der Klopapierhut allerdings nicht. Von 500 befragten Österreichern missfiel 59 % (Frauen: 70 %) die Rolle für Klopapier auf der Hutablage. Damit wurde die Klopapierrolle zum „schrecklichsten Autoaccessoire“ gewählt.

## Trivia
Das Accessoire findet Erwähnung bei Wolfgang Niedecken im Lied Frau, ich freu mich und in Reinhard Meys Lied Es ist Weihnachtstag als Autofensterkloroll'nhäkelmütz.